# Frank Thomas Herbert Fletcher
Frank Thomas Herbert Fletcher (* 6. Januar 1898 in Birmingham; † 29. Mai 1977) war ein britischer Romanist.

## Leben und Werk
Fletcher studierte in Birmingham und promovierte 1924 an der Universität Nancy bei Charles Bruneau mit der Étude sur la langue des Voeux du paon, roman en vers du XIVe siècle, de Jacques de Longuyon, suivie d'un Index alphabétique des principales formes dialectales (Paris 1924). Er lehrte nacheinander in Aberystwyth, als Lecturer in Birmingham, als Associate Professor in Toronto (1927-1932), als Lecturer-in-charge of French in London (Goldsmith’s College), schließlich an der Universität Liverpool und war dort von 1946 bis 1965  als Nachfolger von Edmond Eggli Inhaber des James Barrow Chair of French (Nachfolger: Claude Albert Mayer).

## Weitere Werke
- Basic French Composition. Based on the Vander Beke French word and the Cheydleur French idiom frequency lists, London 1934
- Tour de France en auto, London 1937 (Sprachlehrbuch)
- Montesquieu and English politics 1750-1800, London 1939, Philadelphia 1980
- Pascal and the mystical tradition, Oxford 1954